# Rodrigo Dourado
Rodrigo Dourado Cunha (ur. 17 czerwca 1994 w Pelotas) – brazylijski piłkarz występujący na pozycji defensywnego pomocnika, od 2022 roku zawodnik meksykańskiego Atlético San Luis.